# Betahydroxifentanyl

Strukturformel för betahydroxifentanyl.

Betahydroxifentanyl, systematiskt namn N-[1-(betahydroxifenetyl)-4-piperidyl]-propionanilid, är en kemisk förening som tillhör gruppen opioider. Ämnet har summaformeln C22H28N2O2 och en molmassa på 352,47 g/mol.
Substansen är narkotikaklassad och ingår i förteckningarna N I och N IV i 1961 års allmänna narkotikakonvention, samt i förteckning II i Sverige.